# حزب کمونیست هند (مائوئیست)
حزب کمونیست هند (مائوئیست) (به انگلیسی: Communist Party of India (Maoist)) یک حزب سیاسی کمونیستی با ایدئولوژی مارکسیست-لنینیست-مائویستی در هند است که به عنوان یک سازمان مبارز با هدف سرنگونی حکومت جمهوری هند از طریق جنگ طولانی مردمی فعالیت می‌کند. حزب کمونیست هند (مائوئیست) در ۲۱ سپتامبر ۲۰۰۴، از طریق ادغام «حزب کمونیست هند (مارکسیست لنینیست) جنگ خلق» و «مرکز کمونیستی مائوئیستی هند» تاسیس شد. این حزب از طرف حکومت هند از سال ۲۰۰۹ تحت قانون (پیشگیری) فعالیت‌های غیرقانونی به عنوان حزبی غیرقانونی و سازمان تروریستی دسته‌بندی شده است.
در سال ۲۰۰۶، نخست‌وزیر مانموهان سینگ، مائوئیست‌ها را «یگانه و بزرگ‌ترین چالش امنیت داخلی» هند خواند و گفت که «بخش‌های محروم‌نگاه‌داشته‌شده و بیگانه‌سازی‌شدۀ مردم» ستون فقرات جنبش مائوئیستی در هند را تشکیل می‌دهند. در سال ۲۰۱۳ مقامات دولتی اعلام کردند که ۷۶ ناحیه در کشور تحت تأثیر "افراط‌گرایی چپ" و ۱۰۶ ناحیۀ دیگر نیز تحت نفوذ ایدئولوژیک آن قرار گرفته‌اند. در سال ۲۰۲۰، فعالیت های حزب دوباره در تلانگانا و مناطق دیگر افزایش یافت. چتیسگر اغلب تحت تأثیر فعالیت‌های مبارزاتی حزب قرار دارد.
در سال ۲۰۲۴، زمانی که دولت عملیات ضد شورش خود را در ایالت‌های متاثر از شورش افزایش داد، حزب با یک شکست بزرگ مواجه شد. شکست دیگر در سال ۲۰۲۵ زمانی رخ داد که رهبر گروه نامبالا کشاوا رائو در برخورد با نیروهای امنیتی در چتیسگر کشته شد.